# Stužková slávnosť

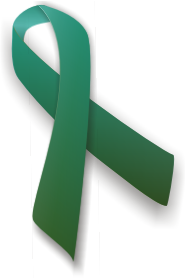
Cinta verde adjunto al atuendo formal de los estudiantes

Stužková slávnosť [ˈstuʃkovaː ˈslaːvnosc], literalmente el fiesta de la cinta, abreviado stužková, es un evento de gala de la escuela secundaria en Eslovaquia, que tiene lugar aproximadamente medio año antes de la graduación. Las cintas verdes serán "bautizadas" por un educador especial en presencia del director de la escuela en la ceremonia, y el maestro de la clase las colocará en la atuendo formal de los estudiantes. La cinta verde es un símbolo de esperanza para los exámenes de graduación exitosos. Con su diseño evento de gala, stužková slávnosť corresponde a un baile de graduación. La cinta verde es para ser adjunto a la atuendo formal de los estudiantes.
En 1985, la banda de rock eslovaca Elán dedicó una canción a stužková en su álbum Hodina slovenčiny.

## Historia
La tradición de stužková slávnosť se remonta al establecimiento de gymnasium y escuelas secundarias de formación profesional en la antigua Checoslovaquia después de la Primera Guerra Mundial. Según el etnógrafo Viera Feglová, los comienzos en Eslovaquia provienen de la Escuela de Minería y Silvicultura en Banská Štiavnica.